# Dysoneuridae
 Dysoneuridae (лат.) — семейство вымерших ручейников из подотряда Integripalpia. Жили с верхней юры до середины мелового периода. Число шпор на передних, средних и задних ногах равно 2, 2 и 4 соответственно. Отличается редуцированным жилкованием передних крыльев, в частности, отсутствием апикальных развилков I и IV. Некоторые исследователи сближают Dysoneuridae с современным семейством Kokiriidae.